# Josef Volman

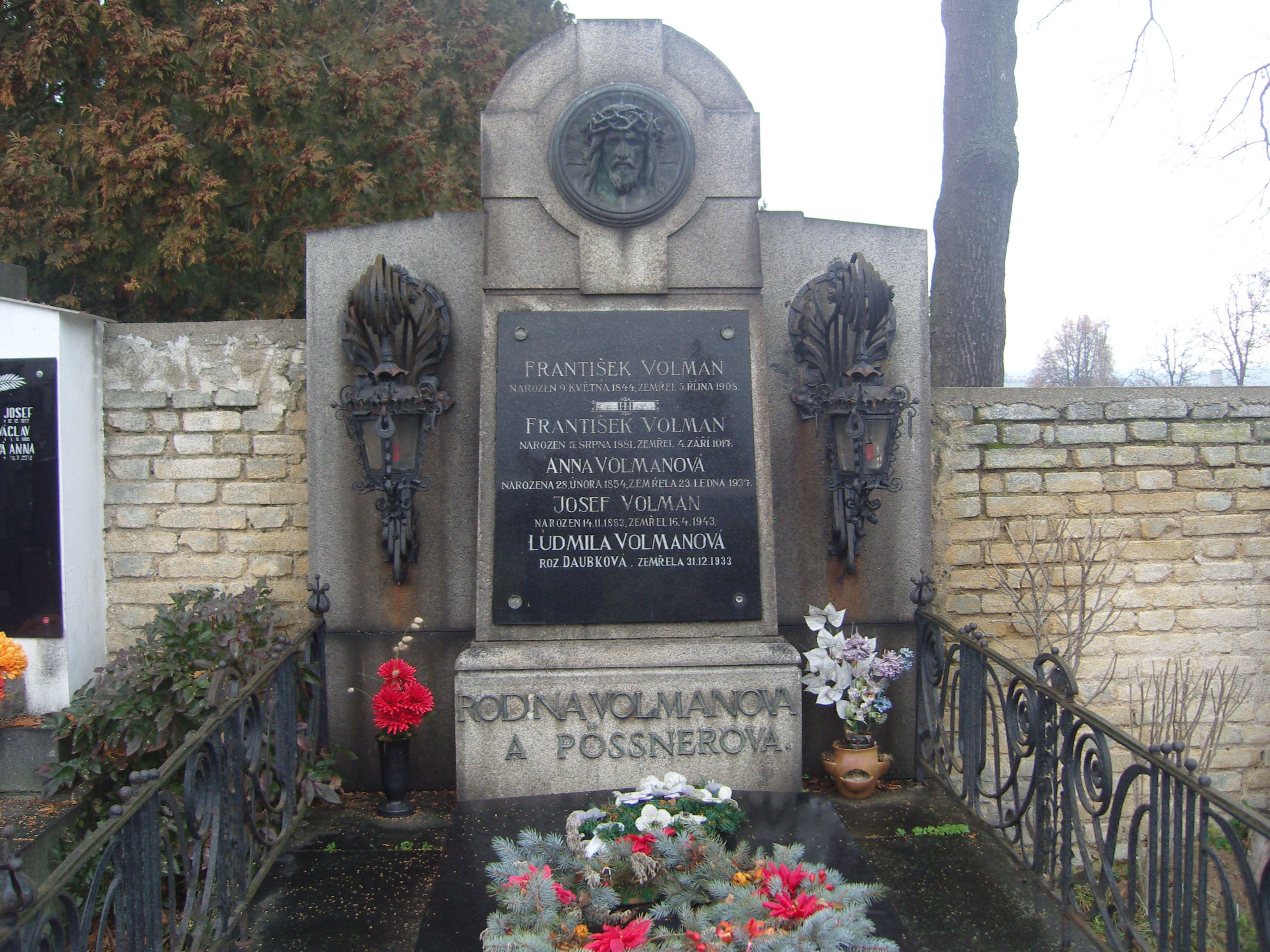
Hrob Josefa Volmana na městském hřbitově v Žebráku

Josef Volman (14. listopadu 1883 Žebrák – 16. dubna 1943 Čelákovice) byl český podnikatel.

## Život
Narodil se v Žebráku, jeho otec zde měl malou kovodílnu, ve které získal základy strojařského řemesla. Na počátku 20. století Josef Volman odjel na zkušenou do Spojených států amerických, kde vystudoval chemickou školu a pak ještě obor strojařský, stal se zde také spolumajitelem menšího závodu. Do Čech se vrátil v roce 1910 a rozhodl se usadit v Čelákovicích, kde na západním konci města při silnici na Toušeň zakoupil pozemek na němž vybudoval dílnu a administrativní budovu.
Firma se rychle rozvíjela a v roce 1912 zaměstnávala již 30 dělníků, 6 učňů a jednu administrativní sílu. Od jednoduchých nástrojů a součástek závod brzy přešel na výrobu vrtacích strojů, ručních lisů, nůžek na plech a podobných výrobků. Později se sortiment rozšířil o další složitější a na svou dobu dosti moderní stroje.
Během 1. světové války byla produkce závodu postupně zastavena, protože většina dělníků i samotný majitel byli odvedeni na frontu. Již v roce 1919 byl podnik obnoven a dále se rozvíjel tak, že v roce 1936 zaměstnával 1000 kvalifikovaných dělníků a v roce 1940 v něm pracovalo 2500 zaměstnanců a 260 učňů.
Současně se stavebním rozšiřováním firmy byla v letech 1938–1939 postavena funkcionalistická Volmanova vila od architektů Karla Janů a Jiřího Štursy. Vznikla tím největší realizovaná vila pozdního funkcionalismu v Čechách.
Německou okupaci a dobu protektorátní snášel Josef Volman těžce; podporoval finančně i materiálně rodiny zatčených a vězněných členů protiněmeckého odboje. Ukrýval také ve svém podniku část knihovny a archívu Tomáše Garrigue Masaryka.
Z četných písemných pramenů je patrné, že Volman byl pro město Čelákovice opravdovým mecenášem: podporoval místní spolky, dobročinné i kulturní aktivity i výstavbu bytů pro své zaměstnance.
Firma J. Volman po zestátnění fungovala jako Továrny obráběcích strojů (TOS n. p.), po privatizaci jako TOS a. s.